# جین تسکین یافته
جین تسکین یافته (به انگلیسی: Painkiller Jane) با نام اصلی جین واسکو، یک شخصیت خیالی که توسط جیمی پالمیوتی و جو کوئسادا در سال ۱۹۹۵ برای شرکت مستقل ایونت کامیکس و مجموعه کمیک «22 Brides» ساخته شده بود. او بعدها در مجموعه کوتاه و اختصاصی خود، که پنج جلد به طول انجامید حضور پیدا کرد و در آن روایت جدیدی را دنبال کرد. جین در چندین عنوان متقاطع دیگر این صنعت نیز در کنار شخصیت‌هایی همچون ومپیرلا، پانیشر و پسر جهنمی حضور پیدا کرد. این مجموعه به تازگی و با موفقیت توسط داینامایت انترتینمنت بازراه‌اندازی شده است و فروشی موفقیت‌آمیز داشت. بر اساس این شخصیت کمیک، اقتباس‌هایی از قبیل فیلم سینمایی و مجموعه تلویزیونی ساخته شده است.